# Roberto Chevalier

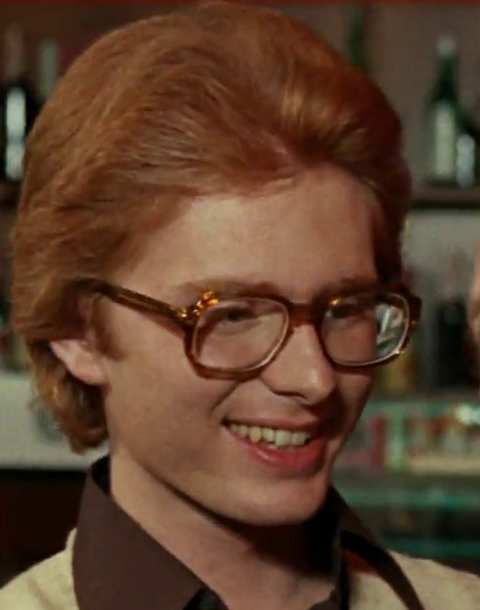
Roberto Chevalier (1974)

Roberto Chevalier Di Miceli (* 14. Mai 1952 in Rom) ist ein italienischer Schauspieler und Synchronsprecher.

## Leben
Chevalier, Sohn eines Arztes, debütierte als Kinderdarsteller 1958 in Mauro Bologninis Giovani mariti. Als „Checchino“ war der sympathische, ausdrucksstarke, rothaarige Junge erfolgreich, was zu Folgeengagements bis ins Jahr 1963 führte. Auch danach konnte er, nunmehr meist beim Fernsehen, einer der gefragtesten und vielseitigsten jungen Darsteller bleiben: Zahlreiche Kinder- und Jugendserien wie Le avventure della squadra di stoppa, Obiettivo luna oder Avventure in IV B oder Klassiker wie Questa sera parla Mark Twain und vor allem David Copperfield mit seinem Schwanken zwischen Bewunderung und Angst bewiesen und nutzten Chevaliers Fähigkeiten und machten ihn sehr populär. Insgesamt spielte er in rund 120 Fernsehfilmen.
Beim Theater spielte Chevalier bei der „Compagnia dei Giovani“ und unter Giorgio Strehler, als Erwachsener bei Ileana Ghione. Seine ausdrucksstarke Stimme ließen ihn neben über 100 Hörspielen und Features als Synchronsprecher einen der meistbeschäftigten seiner Zunft werden: Neben Tom Cruise sind es auch Tom Hanks, Dennis Quaid, John Travolta, Philip Seymour Hoffman und viele andere, denen Chevalier seine Stimme in den italienischen Fassungen ihrer Filme leiht. Auch als Regisseur dieser Synchronarbeiten ist er häufig tätig.
Mehrfach wurde Chevalier für seine Synchronleistungen ausgezeichnet, so 1990 und 2000 mit dem Nastro d’Argento (für Talk Radio resp. Magnolia), 2006 mit dem „Leggio d'oro“ für The Da Vinci Code – Sakrileg. Als Regisseur gelangen ihm Preise für Moulin Rouge, Dinner für Spinner und weitere Arbeiten. Zahlreiche Engagements für Werbespots und -clips finden sich in seiner Werkliste.

## Filmografie (Auswahl)
- 1958: Giovani mariti
- 1961: Herkules, der Held von Karthago (La vendetta di Ursus)
- 1965: David Copperfield (Fernseh-Miniserie)
- 2000: Der Flug des Adlers (Le ali de la vita) (Fernsehfilm)
- 2004: Un medico in famiglia (Fernsehserie, mehrere Folgen)